# Napeogenes catamelas
Napeogenes catamelas är en fjärilsart som beskrevs av Forbes 1942. Napeogenes catamelas ingår i släktet Napeogenes och familjen praktfjärilar. Inga underarter finns listade i Catalogue of Life.